# Morti nel 1145
| Questa pagina contiene informazioni ricavate automaticamente dalle voci biografiche con l'ausilio del template Bio e di un bot. L'aggiornamento è periodico e automatico e ricostruisce completamente la pagina. Se manca una persona in questa lista, sei pregato di non aggiungerla, ma accertati piuttosto che la sua voce biografica contenga il template Bio e che i dati anagrafici siano correttamente compilati. Se il template Bio manca, inseriscilo tu stesso o, in alternativa, metti l'avviso {{tmp\|Bio}} che ne segnala la mancanza. Se i dati riportati sono sbagliati, correggi direttamente la voce biografica; le modifiche saranno visibili in questa lista entro pochi giorni. Per chiarimenti vedi il progetto biografie. La lista contiene solo le 14 persone che sono citate nell'enciclopedia e per le quali è stato implementato correttamente il template Bio. Pagina aggiornata al 26 mar 2025. |

- 15 febbraio - Papa Lucio II, papa e cardinale italiano
- 5 aprile - Gabriele II di Alessandria, vescovo cristiano orientale egiziano
- 27 settembre - Guglielmo di Malines, patriarca cattolico fiammingo
- 6 ottobre - Balduino da Pisa, religioso, cardinale e arcivescovo cattolico italiano
- 30 dicembre - Robaldo di Milano, arcivescovo cattolico italiano
- Bellino di Padova, vescovo cattolico tedesco (n. 1090)
- Fujiwara no Tamako, nobildonna giapponese (n. 1101)
- Raniero Marescotti, cardinale italiano
- Platone Tiburtino, matematico, astronomo e astrologo italiano (n. 1110)
- Roberto III d'Alvernia, conte
- Sofia di Baviera, nobile tedesca (n. 1105)
- Tashfin ibn Ali, sultano
- Uroš I di Rascia, principe serbo
- Zhang Zeduan, artista e pittore cinese (n. 1085)